# William Anders
William Alison Anders, född 17 oktober 1933 i Hongkong, död 7 juni 2024 i San Juan County, Washington, var en amerikansk astronaut och diplomat. Han blev uttagen i astronautgrupp 3 den 17 oktober 1963, en grupp om 9 personer.
Anders tjänstgjorde som USA:s ambassadör i Norge 1976–1977.

## Utmärkelser
Nedslagskratern Anders på månen är uppkallad efter honom.

## Geminiprogrammet
Anders flög aldrig med någon Geminifärd men var backuppilot för Gemini 11.

## Apollofärden
Anders ingick i besättningen på uppdraget Apollo 8 (21 - 27 december 1968), som innebar den första bemannade färden till månen. Hans funktion var pilot för månlandaren, men då man på Apollo 8 inte hade med sig någon månlandare blev hans verkliga uppgifter av annan natur. Bland annat fotograferade han jorden från månens omloppsbana, en bild som gav upphov till namnet jorduppgång (earthrise). Apollo 8 låg i omloppsbana runt månen i ett knappt dygn innan man återvände till jorden. Efter uppdragets slut blev han tillsammans med Frank Borman och Jim Lovell utsedd till årets man 1968 av tidskriften TIME Magazine.
Anders gjorde ingen mer rymdfärd efter detta men var backuppilot för Apollo 11.

## Rymdfärdsstatistik
| Färd     | Datum                 | Tid       | EVA     | LEVA    |
| -------- | --------------------- | --------- | ------- | ------- |
| Apollo 8 | 21 - 27 december 1968 | 147:00:42 | 0:00:00 | 0:00:00 |
| Totalt   | Totalt                | 147:00:42 | 0:00:00 | 0:00:00 |